# خشت بهشت
خشت بهشت فیلمی به کارگردانی مجید اسماعیلی و تهیه‌کنندگی سید روح‌الله حجازی محصول سال ۱۳۹۰ است.

## خلاصه داستان
قصه فیلم «خشت بهشت» روایتگر داستان زندگی ابراهیم، نوجوانی است که به همراه برادرش در کوره آجرپزی کار می‌کند او قصد دارد با پولی که به زحمت به دست آورده برای خود و برادرش خانه‌ای بسازد اما …

## بازیگران
- علی قاسمی
- مهدی مهاجری
- سیروس همتی
- حمید ابراهیمی
- حسین فرضی زاد

## نمایش
فیلم «خشت بهشت» علاوه بر نمایش در شبکه‌های مختلف تلویزیونی در جشنواره بین‌المللی فیلم کودک و نوجوان اصفهان به نمایش درآمد و درخشید.

## جوایز و افتخارات
کاندید بهترین فیلم از بیست و پنجمین جشنواره بین‌المللی فیلمهای کودک و نوجوان اصفهان.
کاندید بهترین کارگردانی از بیست و پنجمین جشنواره بین‌المللی فیلمهای کودک و نوجوان اصفهان.
کاندید بهترین فیلمنامه از بیست و پنجمین جشنواره بین‌المللی فیلمهای کودک و نوجوان اصفهان.
دیپلم افتخار بهترین بازیگر کودک از بیست و پنجمین جشنواره بین‌المللی فیلمهای کودک و نوجوان اصفهان.